# Mario Zatelli
Mario Zatelli (21 de desembre de 1912 - 7 de gener de 2004) fou un futbolista francès.

## Selecció de França
Va formar part de l'equip francès a la Copa del Món de 1938. Destacà com a jugador i entrenador de l'Olympique de Marseille.